# シャレード (1963年の映画)
『シャレード』（Charade）は、1963年のアメリカ映画。ユニバーサル・ピクチャーズ制作のロマンティック・サスペンス映画である。主演はケーリー・グラントとオードリー・ヘプバーン、監督はスタンリー・ドーネン 。日本でも大ヒットし、1963年度1964年度の2年連続で洋画の配給収入のそれぞれ第7位と第5位に入っている。ジバンシィが提供したヘプバーンの衣装が話題となった。2022年にアメリカ国立フィルム登記簿に登録された。シャレードとは「謎解きゲーム」の意。

## ストーリー

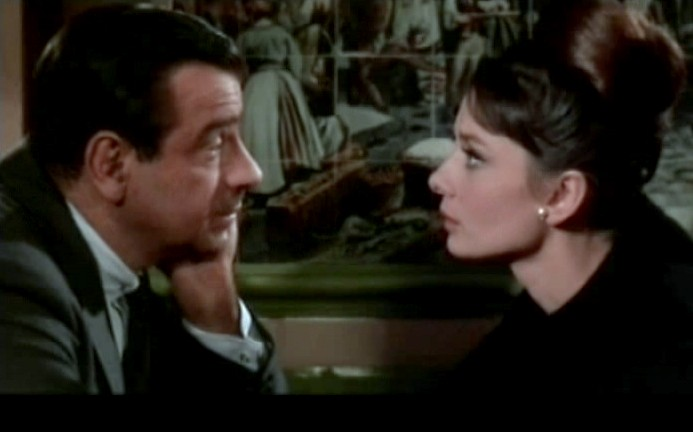
ヘプバーンとマッソー

スキー旅行先で、富豪の夫チャールズとの離婚を決意したレジーナ・ランパート。旅行からパリの自宅に戻ると、家財道具一切が部屋から持ち出されており、夫の姿も見えない。そこへ、司法警察のグランピエール警部が現れ、チャールズの死を告げる。警部によれば、チャールズは家財道具のすべてを競売にかけ、その落札代金25万ドルを持ってパリ脱出のために列車に乗ったが、何者かに突き落とされたという。警察署で夫の遺品（小さなバッグに手帳、櫛、万年筆、レジーナに宛てた未投函の手紙、偽名のパスポート4通）を受け取り、レジーナは警察署を後にする。レジーナは自宅に戻り途方に暮れていたが、そこにスキー旅行先で知り合ったピーター・ジョシュアが現れ、「夫の事件は新聞で知った。何か協力できることはないか」と申し出る。
チャールズの葬儀は寂しいもので、出席者はレジーナと、レジーナの親友でスキー旅行に同行したシルヴィ、そしてグランピエール警部だけであった。途中、ハゲた小柄な男ギデオン、やせた背の高い男テックス、大柄で右手が義手の男スコビーが現れ、チャールズの柩を確認する。レジーナはアメリカ大使館のバーソロミューからの手紙で呼び出され、チャールズの正体が「チャールズ・ヴォス」という男だと知らされる。チャールズは第二次世界大戦中、OSS（CIAの前身）に所属して対ドイツ戦に従事していた。25万ドル相当の金塊の輸送任務にあったが、葬儀に現れた3人を含めたメンバーたちは金塊を盗まれたことにして密かに地中に埋め、終戦後に山分けすることにし、その後、ドイツ軍の攻撃を受けスコビーが右手に大怪我を負い、散り散りになってしまう中、チャールズが独り金塊を掘り返し、持ち去ったのだという。
チャールズが持ち去った25万ドルの在り処は妻のレジーナが知っているに違いないと信じた3人がレジーナの前に現れ、「金をよこせ」と脅迫する。ピーターは3人の脅迫からレジーナを守ろうとするが、彼も3人と旧知だった。レジーナの信頼を得たピーターが金を独り占めすることを危惧したスコビーは、彼女に電話を掛けて彼の正体を知らせる。レジーナはピーターをホテルの電話で呼び出し、彼は4人と共に金を盗み出したカーソン・ダイルの弟だと告げる。同じ頃、レジーナの親友シルヴィの息子ジャン＝ルイを人質にした3人は、彼女とピーターを呼び出して金の在り処を聞き出そうとする。ピーターは「3人の誰かがチャールズを殺して金を独り占めしようとしている」と語り、3人は疑心暗鬼に陥る。5人はそれぞれの部屋を探索するが、途中でスコビーが殺される。
金の在り処を探す中でレジーナとピーターは親しくなるが、バーソロミューから「ダイルに兄弟はいない」と知らされたレジーナは再びピーターに詰め寄る。ピーターは彼女に、自分の正体が泥棒のアダム・キャンフィールドだと告げる。その夜、電話で呼び出されたギデオンが殺され、テックスが行方不明となる。レジーナはテックスが犯人だと疑うが、テックスは「金の在り処を教えろ」とアダムに電話をかけてきたため、アダムは彼女が金の在り処を知っていると考え、2人はチャールズの遺品を確認する。翌日、アダムはテックスの部屋からチャールズのメモ帳を見付け、レジーナを連れて公園に向かう。そこにはテックスも来ており、金の手掛かりを探していた。アダムと別れたレジーナはシルヴィと出くわし、その日が切手市の日だと聞かされ、遺品の手紙の切手が金の正体だと確信する。

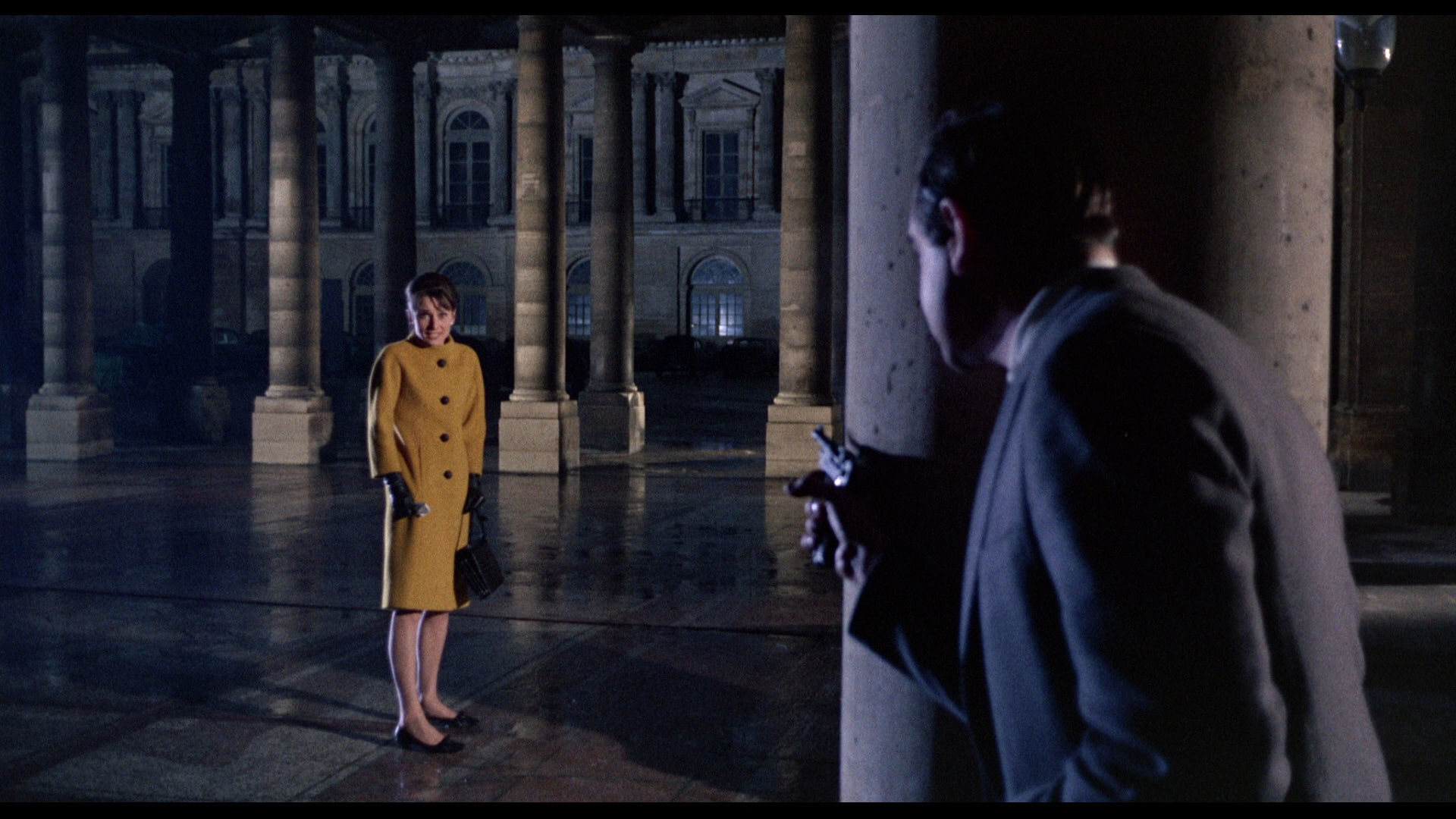
ヘプバーンとマッソー

遺品である25万ドル相当の切手を手に入れたレジーナは部屋に戻るが、そこではテックスが殺されており、「ダイル」というメッセージを残していた。レジーナはバーソロミューに電話を掛け、パレ・ロワイヤルで落ち合おうとするが、アダムに見付かり逃げ回る。レジーナはバーソロミューに合流するが、追い付いたアダムから、彼の正体こそが戦争で死んだはずのダイルだと聞かされる。バーソロミューは正体を認め、金を手に入れようとレジーナに銃口を向けるが、彼女を劇場で追い詰めるもののアダムに救われる。レジーナは25万ドルの返却にアメリカ大使館へ。しかし、執務室のイスに座っていたのはアダムだった。彼は大使館員のブライアン・クルークシャンクだと名乗り、その証明にレジーナに結婚を申し込む。

## キャスト
| 役名                           | 俳優                     | 日本語吹替   | 日本語吹替                                            | 日本語吹替                            | 日本語吹替                                                                      | 日本語吹替                   |
| 役名                           | 俳優                     | フジテレビ版 | テレビ朝日版                                          | 日本テレビ版                          | DVD版                                                                           | PDDVD版                      |
| ------------------------------ | ------------------------ | ------------ | ----------------------------------------------------- | ------------------------------------- | ------------------------------------------------------------------------------- | ---------------------------- |
| ピーター・ジョシュア           | ケーリー・グラント       | 中村正       | 黒沢良                                                | 瑳川哲朗                              | 佐々木勝彦                                                                      | 村瀬克輝                     |
| レジーナ・ランパート           | オードリー・ヘプバーン   | 池田昌子     | 池田昌子                                              | 池田昌子                              | 池田昌子                                                                        | 柊えり                       |
| ハミルトン・バーソロミュー     | ウォルター・マッソー     | 富田耕生     | 小松方正                                              | 永井一郎                              | 長島雄一                                                                        | 福里達典                     |
| テックス・ペンソロー           | ジェームズ・コバーン     | 小林清志     | 小林清志                                              | 小林清志                              | 廣田行生                                                                        | 大塚智則                     |
| ハーマン・スコビー             | ジョージ・ケネディ       | 島宇志夫     | 渡部猛                                                | 坂口芳貞                              | 福田信昭                                                                        | 瀬水暁                       |
| レオポルド・W・ギデオン        | ネッド・グラス           | 永井一郎     | 八奈見乗児                                            | 西川幾雄                              | 中博史                                                                          | 安芸此葉                     |
| シルヴィ・ゴーデット           | ドミニク・ミノット       |              | 牧野和子                                              | 久保田民絵                            |                                                                                 | 麻丘三妃                     |
| エドアルド・グランピエール警部 | ジャック・マラン         | 滝口順平     | 屋良有作                                              | 辻親八                                | 佐々木梅治                                                                      | 大塚智則                     |
| フェリックス氏                 | ポール・ボニファス       |              |                                                       | 村松康雄                              |                                                                                 | 大塚智則                     |
| ジャン＝ルイ・ゴーデット       | トーマス・チェリムスキー | 山本淑子     | 鈴木一輝                                              | 林勇                                  | 桑島法子                                                                        | 渡辺つばさ                   |
| その他                         | N/A                      | 城山堅       | 平林尚三 小島敏彦 小関一 竹口安芸子 大塚芳忠 笠岡繁蔵 | 塩屋浩三 島香裕 磯辺万沙子 定岡小百合 | 榎本智恵子 後藤哲夫 寺内よりえ 松井範雄 木村雅史 よのひかり 船木真人 大久保利洋 | 南武真太郎 西孝貴 田中まりか |

- フジテレビ版：初回放送1972年1月21日『ゴールデン洋画劇場』
- テレビ朝日版：初回放送1985年6月16日『日曜洋画劇場』
- 日本テレビ版：初回放送1994年2月11日『金曜ロードショー』※オードリー・ヘプバーン死去1周年追悼企画
- DVD版：ユニバーサル・ピクチャーズ・ジャパンから発売された正規版DVDのみ収録。
- PDDVD版：パブリックドメインDVDに収録。Amazonプライム・ビデオなど一部の配信にも使用。

## スタッフ
- 監督・製作：スタンリー・ドーネン
- 製作補：ジェームズ・ウェア
- 脚本：ピーター・ストーン
- 原作：ピーター・ストーン、マーク・ベーム
- 撮影：チャールズ・ラング・ジュニア
- 編集：ジム・クラーク（ジェームズ・クラーク名義）
- 美術監督：ジャン・ドゥボーン
- 音楽：ヘンリー・マンシーニ
- 主題歌：ヘンリー・マンシーニ、ジョニー・マーサー
- タイトル・デザイン：モーリス・ビンダー
- オードリー・ヘプバーンの衣裳：ユベール・ド・ジバンシィ

### 日本語版
- 字幕翻訳：木原たけし（DVD版[8]）、佐藤真紀（DVD、Blu-ray[9]）

| -    | フジテレビ版   | テレビ朝日版   | 日本テレビ版 | DVD版                | PDDVD版    |
| ---- | -------------- | -------------- | ------------ | -------------------- | ---------- |
| 演出 | 山田悦司       | 左近允洋       | 加藤敏       | 伊達康将             | 椿淳       |
| 翻訳 | 山田実         | 額田やえ子     | 荒木小織     | 木原たけし           |            |
| 調整 |                | 栗林秀年       | 荒井孝       | オムニバス・ジャパン | 恵比須弘和 |
| 効果 |                | 赤塚不二夫 PAG | リレーション | N/A                  |            |
| 制作 | グロービジョン | グロービジョン | 東北新社     | 東北新社             | 高砂商事   |

## 製作

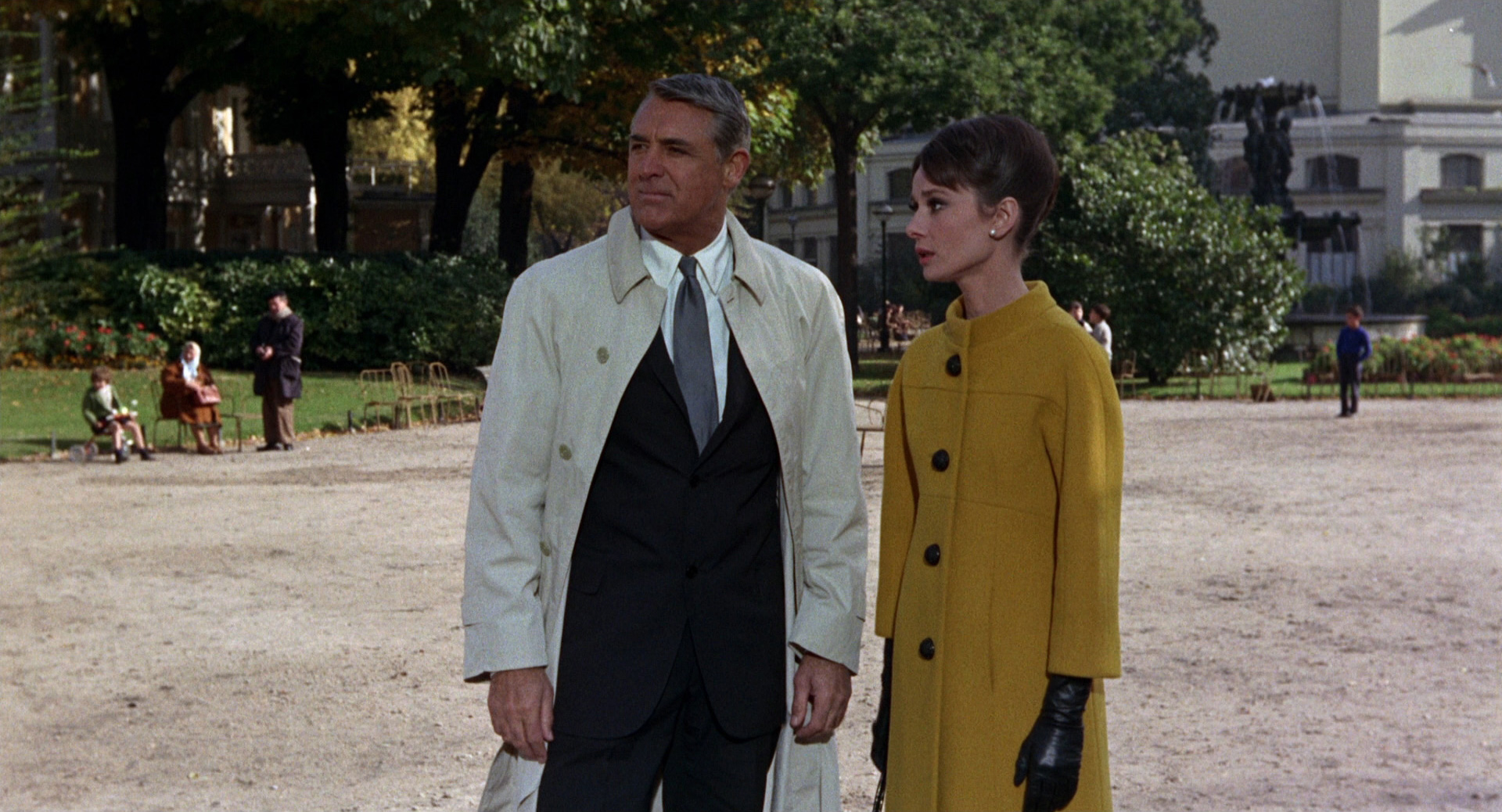
ヘプバーンとグラント

『北北西に進路を取れ』のような映画を作りたかったスタンリー・ドーネンは、冒険・サスペンス・ユーモアという持ち味のストーリーを探しており、「レッドブック」誌に発表されたピーター・ストーン、マーク・ベーム合作の小説「Charade」の映画化の権利を買った。元はコロンビア ピクチャーズで製作の予定であったが、オードリー・ヘプバーンとケーリー・グラントに出演依頼をしたところ、ヘプバーンは承諾したが、グラントはハワード・ホークス監督の『男性の好きなスポーツ』に出演予定だったので断った。そこでコロンビアはポール・ニューマンを指名。ニューマンはOKだったが、コロンビアは彼の出演料が高すぎると考え、代わりにウォーレン・ベイティとナタリー・ウッドを持ち出したが、結局2人の出演料も映画の制作費も出せないと言い出した。そのため、ドーネンは『シャレード』をユニバーサルに売り、グラントはその間に『男性の好きなスポーツ』の脚本が気に入らず、電話でドーネンに『シャレード』をやりたいと言ってきた。
主演のグラントは、共演するヘプバーンとの年齢差（グラント59歳、ヘプバーン33歳）を気にしており、観客にどう見られるか不安を抱いていた。彼の懸念に配慮するため、脚本のピーター・ストーンはヘプバーン演じるレジーナがグラント演じるピーターに迫るように変更している。
グラントとヘプバーンはそれまで一度も会った事がなく、撮影前にドーネンがパリのビストロで2人を引き合わせた。その時、ヘプバーンは緊張のあまり赤ワインのボトルを倒してしまい、グラントのクリーム色のスーツにかかってしまった。ヘプバーンは大恥をかき、恐縮して何度も謝ったが、グラントはさりげなく上着を脱いで、ワインのシミが簡単に落ちるふりをし、とても優しかったという。グラントはシャツ姿で穏やかに食事を始め、これで2人の信頼関係が結ばれ、撮影でも良い雰囲気で一緒のシーンが撮れた。翌日にはグラントからヘプバーンに、昨日のことは気にしないでという手紙とキャビアの贈り物が届いた。ドーネンはこの時のことを基に、セーヌ河岸を歩いている時にヘプバーンがグラントのスーツにアイスクリームを付けてしまうシーンを付け加えている。
のちにヘプバーンはグラントについて、「私を助けるときも、それとはわからないように助けてくれました」「私の一生の素晴らしい思い出です」と語っている。
1962年秋に始まった撮影は1963年2月に終了、1963年年末に公開されると絶賛の嵐が起き大ヒット。ニューヨークのラジオシティ・ミュージックホールであらゆる興行成績の記録を破った。日本でも丸の内ピカデリーでロードショー公開されるとこちらも大ヒットで、5週目の平日の昼の回でも大行列が出来ており、劇場宣伝部が「これほど当たるとは思っていませんでした。『地下室のメロディー』を破って、日本最高記録になります」とインタビューで答えている。
ヘプバーンにとってもそれまでで最大のヒット（翌年『マイ・フェア・レディ』で記録は更新される）、スタンリー・ドーネンにとっては生涯最大のヒットとなった。

## 音楽
ヘンリー・マンシーニは『ピーター・ガン』の録音の際に、人気アーティストの録音技術が、映画音楽のための老朽化した録音機器よりもはるかに上回っていることに気づいた。そのため実際に使ったサウンドトラックとは別に、テーマをポップにアレンジし、ラジオやダンス・チューンに重点を置いたパーティー・アルバムとして再録音することにした。『シャレード』も同じように再録音され、それが長らくサウンドトラックとして流通していた。メインテーマの歌ありバージョンはアメリカのビルボードのトップ200で36位まで上昇した。
実際に映画で使用されているフィルム・バージョンの音楽はずっと発売されてこなかったが、2012年にINTRADAから初めて本当のフィルム・バージョンが発売された。

## エピソード
- オードリー・ヘプバーンは1962年秋に本作の撮影に入り、いくつかの撮影場所は夏から撮影に入っていた『パリで一緒に 』と重なっている。『パリで一緒に』は撮影が長期間に及んだため、公開は本作よりも4か月遅れとなった。
- ジェームズ・コバーンはヘプバーンの魅力にとりつかれ、「彼女に夢中だった、本物のレディだった」と言っているが、二人で話をした時、ヘプバーンは「私が『荒野の七人』のあなたを見てドーネンに言ったのよ、彼こそ私たちのテックスよ、って」と打ち明けられたと答えている[25]。コバーンは「ドーネンだったら私を雇いはしなかっただろう。彼女の推薦のおかげだった。」と語っている[25]。
- 映画にはドーネンとストーンがエレベーターに乗り込む二人組としてカメオ出演しており、さらにストーンはアメリカ大使館を警備する海兵隊員の声を吹き替えている[要出典]。
- レジーナがアメリカ大使館を訪れる場面では、撮影当時大統領職にあり公開二週間前に狙撃され亡くなったジョン・F・ケネディの写真が確認出来る。
- そのジョン・F・ケネディは1度ならずオードリー・ヘプバーンに電話をかけてきて、あなたのファンだと言っていた[26]。ヘプバーンは『シャレード』撮影終了数か月後の1963年5月29日、ニューヨークで開かれた大統領の46回目の、そして最後の誕生パーティーで「ハッピー・バースデイ・ディア・ジャック」と歌っている[26]。
- 1963年暮れの「ルック」誌に対するインタビューで、ケーリー・グラントは「クリスマスに欲しいのはもう1本オードリー・ヘプバーンと共演できる映画だよ」と答えている[13][26][14]。実際、その後に『がちょうのおやじ』『マイ・フェア・レディ』『チップス先生さようなら』の3回グラントとヘプバーンに出演依頼がなされているが、どれも実現しなかった[13]。

## 受賞・ノミネート
| 映画賞                         | 年度 | 部門                 | 対象                   | 結果       |
| ------------------------------ | ---- | -------------------- | ---------------------- | ---------- |
| 第36回アカデミー賞             | 1964 | 歌曲賞               | ヘンリー・マンシーニ   | ノミネート |
| ゴールデングローブ賞           | 1964 | 主演男優賞           | ケーリー・グラント     | ノミネート |
| ゴールデングローブ賞           | 1964 | 主演女優賞           | オードリー・ヘプバーン | ノミネート |
| 英国アカデミー賞               | 1965 | 主演男優賞           | ケーリー・グラント     | ノミネート |
| 英国アカデミー賞               | 1965 | 主演女優賞           | オードリー・ヘプバーン | 受賞       |
| ダヴィッド・ディ・ドナテッロ賞 | 1964 | ゴールデン・プレート | シャレード             | 受賞       |
| エドガー賞                     | 1964 | 映画脚本部門         | ピーター・ストーン     | 受賞       |
| ローレル賞                     | 1964 | コメディ賞           | シャレード             | 3rd place  |
| ローレル賞                     | 1964 | コメディ男優賞       | ケーリー・グラント     | 2nd place  |
| ローレル賞                     | 1964 | コメディ女優賞       | オードリー・ヘプバーン | 3rd place  |
| ローレル賞                     | 1964 | 音楽賞               | ヘンリー・マンシーニ   | 5th place  |
| 全米脚本家組合賞               | 1964 | コメディ賞           | ピーター・ストーン     | ノミネート |
| アメリカ国立フィルム登録簿     | 2022 |                      |                        | 登録       |

## 著作権消失
本作は作品中（オープニングタイトル、エンドロールなど）に著作権表記が無かったため、公開当時の米国の法律（方式主義）により権利放棄とみなされ、パブリックドメインとなった（このため、ウィキコモンズに高解像度のスクリーンショット、ウィキクオートに台詞の抜粋が収録されている）。このことは家庭用ビデオが普及するまでは深刻ではなかった。家庭用ビデオが普及した1980年代に入ると、許諾や使用料が不要であることから、各社から様々な画質でビデオソフトが発売されるようになった。このことは、以前から無方式主義となる日本をはじめとする全世界に及ぶと考えられることから、日本をはじめ各国でも格安DVDとして各社からリリースされている。

## リメイク
2002年にはリメイク版（The Truth About Charlie（英語）、直訳すると「チャーリーの真実」）が製作された（邦題はオリジナルと同じく『シャレード』）。1963年版と比べて、よりサスペンス色が強まった。北米で2002年版DVDが発売されたときに、特典映像として1963年版が丸ごと同梱された。日本でも、2002年版と1963年正規版をセットにして発売された（それぞれ単独でも発売）。